# Bataille d'Elchingen
Troisième Coalition
Batailles
Batailles navales
- Rocher du Diamant (1805)
- Cap Finisterre (1805)
- îles Chausey (1805)
- Trafalgar (1805)
- Cap Ortegal (1805)

Campagne d'Allemagne (1805) : opérations en Bavière - Autriche - Moravie
- Donauwörth
- Wertingen
- Günzburg
- Haslach-Jungingen
- Memmingen
- Elchingen
- Nerenstetten
- Neresheim
- Ulm
- Ried
- Lambach
- Bodenbichl
- Steyr
- Amstetten
- Mariazell
- Dürenstein
- Hollabrunn (Schöngrabern)
- Wischau
- Austerlitz

Campagne d'Italie (1805) : Opérations en Italie du Nord
- Vérone
- Caldiero
- Forano
- Castelfranco Veneto

Invasion de Naples (1806)
- Gaète
- Campo Tenese
- Maida
- Lauria
- Maratea
- Amantea
- Mileto

La bataille d'Elchingen se déroule le 14 octobre 1805 à Elchingen, en Bavière, au nord-est d'Ulm (Allemagne). Elle oppose le maréchal Ney et ses 17 000 hommes aux 16 000 soldats autrichiens dirigés par le maréchal de camp (Feldmarschall-Leutnant) Johann von Riesch.
Le maréchal de France triomphe et met en déroute les troupes autrichiennes. Celles-ci doivent se replier dans la ville d'Ulm, tenue par le général Mack. Ce dernier, encerclé par les Français, capitulera le 20 octobre 1805, livrant à la Grande Armée 27 000 prisonniers.

## Début
Durant la bataille de Haslach-Jungingen, le général Pierre Dupont de l'Étang, établi sur la rive nord du Danube pour retenir les Autrichiens, dut combattre les 25 000 soldats de l'archiduc Ferdinand d'Autriche, avec seulement 6 000 hommes. Ayant pu faire croire que son corps était l'avant-garde d'une troupe plus nombreuse, il tint jusqu'à la nuit et se replia en emmenant 4 000 prisonniers. À la suite de cet accrochage, Napoléon ordonna à Ney et à Murat de soutenir Dupont, en passant leurs forces du côté nord du fleuve.

## Préparation
Un corps autrichien de 8 000 hommes occupe une colline sur la rive nord, près des villages d'Ober et Unter-Elchingen. Il y a là 14 bataillons d'infanterie et 11 escadrons de cavalerie, ainsi que 12 canons.
Le 6e corps comprend les divisions de Dupont, de Loison et de Mahler. Dupont déjà présent sur la rive nord avec la cavalerie de Tilly, Ney pense à une attaque de la part de Loison au sud des positions de Reisch. Murat, après que le pont eut été pris, envoya sa cavalerie pour appuyer Ney. Malher, quant à lui, traversa et partit en direction de l'est, avant d'obliquer et de balayer la rive nord vers l'ouest.

## Ordre de bataille
| Armée française (6e corps Ney) | Armée autrichienne (Riesch) |
| --- | --- |
| 1er division d'infanterie (Dupont de l'Etang) 1re brigade Rouyer 9e régiment d'infanterie légère 3 bataillons (1 200 hommes) 2e brigade Marchand 32e régiment d'infanterie de ligne 2 bataillons (1 200 hommes) 96e régiment d'infanterie de ligne 2 bataillons (1 200 hommes) Artillerie Compagnie d'artillerie à pied (6 – 8 canons et 2 obusiers de 6 pouces) 1er régiment de hussards 2 escadrons (260 hommes) 2e division d'infanterie (Loison) 1re brigade Villatte 6e régiment d'infanterie légère 2 bataillons (1 500 hommes) 39e régiment d'infanterie de ligne 2 bataillons (1 500 hommes) Garde (600 hommes) 2e brigade Roguet 69e régiment d'infanterie de ligne 2 bataillons (1 800 hommes) 76e régiment d'infanterie de ligne 2 bataillons (1 800 hommes) Artillerie Compagnie d'artillerie à pied (6 – 8 canons et 2 obusiers de 6 pouces) 3e division d'infanterie (Mahler) 1re brigade Marcognet 25e régiment d'infanterie légère 3 bataillons (1 500 hommes) 27e régiment d'infanterie de ligne (Bardet) 2 bataillons (1 500 hommes) 2e brigade Delabassée 50e régiment d'infanterie de ligne 2 bataillons (1 500 hommes) 59e régiment d'infanterie de ligne 2 bataillons (1 800 hommes d'élite) Artillerie Compagnie d'artillerie à pied (6 – 8 canons et 2 obusiers de 6 pouces) Cavalerie (de Colbert-Chabanais) 3e régiment de hussards 1 escadron (130 hommes) 10e régiment de chasseurs à cheval 1 escadron (130 hommes) Réserve d'artillerie Compagnie d'artillerie à pied (6 – 8 canons et 2 obusiers de 6 pouces) 4e division de dragons (Laplanche) (attachée) 18e régiment de dragons 4 escadrons (390 hommes) 19e régiment de dragons 3 escadrons (260 hommes) 25e régiment de dragons 3 escadrons (260 hommes) | 1re division (von Laudon (de)) Avant-garde (Saxe-Cobourg-Saalfeld) 6e régiment de hussards (260 hommes) 8e régiment d'infanterie (1 500 hommes) 2 bataillons 1 bataillon de grenadiers Brigade centrale (Genegdegh) 15e régiment d'infanterie 3 bataillons (1 500 hommes) 35e régiment d'infanterie 3 bataillons (1 500 hommes) 8e régiment de cuirassiers 2 escadrons (260 hommes) 2d régiment d'Uhlans (260 hommes) Réserve (Ulm) 54e régiment d'infanterie (1 200 hommes) 2 bataillons 1 bataillon de grenadiers 57e régiment d'infanterie 1 bataillon de grenadiers (300 hommes) 8e régiment de cuirassiers 2 escadrons (260 hommes) Compagnie d'artillerie à cheval (6 canons) 2e division (von Hessen-Homburg) Avant-garde (Mescery) 2e régiment de cuirassiers 2 escadrons (260 hommes) 42e régiment d'infanterie (1 500 hommes) 2 bataillons 1 bataillon de grenadiers Brigade centrale (Auersperg) 3e régiment d'infanterie 3 bataillons (1 500 hommes d'élite) 24e régiment d'infanterie 4 bataillons (1 500 hommes) 2e régiment de cuirassiers 2 escadrons (260 hommes) Compagnie d'artillerie à pied (6 canons) Réserve (Hermann ) 54e régiment d'infanterie 2 bataillons (900 hommes) 3e régiment d'infanterie 1 bataillon de grenadiers (450 hommes d'élite) 24e régiment d'infanterie 1 bataillon de grenadiers (450 hommes d'élite) 2e régiment de cuirassiers 1 escadrons (130 hommes) Compagnie d'artillerie à pied (6 canons) |

## Déroulement

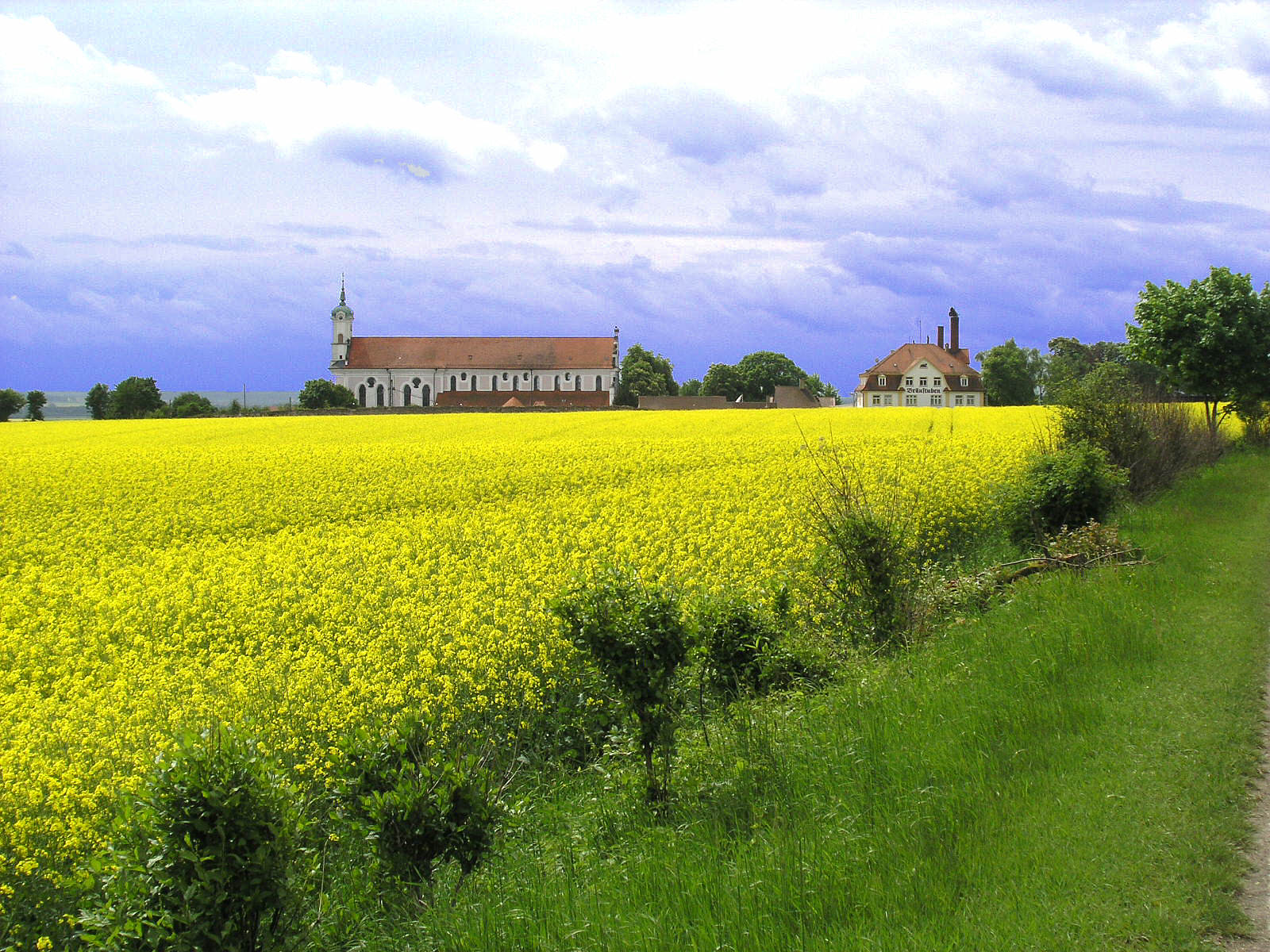
Le champ de bataille d'Elchingen.

À huit heures, Ney envoya la brigade de Villatte prendre le pont tenu par une garde autrichienne. Les ingénieurs réparèrent les dégâts causés par la prise du pont, puis les renforts français repoussèrent deux bataillons de Riesch venus les déloger. Villatte attaqua ensuite la position principale autrichienne, soutenu par la cavalerie de Colbert-Chabanais. Ober-Elchingen fut pris en majeure partie, mais Loison dut envoyer la brigade de Roguet pour lutter contre la cavalerie autrichienne. Le 14 octobre, Dupont prit une part glorieuse à ce nouveau combat en empêchant le retour vers Ulm du corps de Franz von Werneck, contribuant à enfermer définitivement le corps de Mack dans Ulm.
Avec Mahler à l'est et Dupont au nord-est, Riesch commença à reculer. Il s'enfonça dans la forêt, poursuivi par la cavalerie de Murat qui venait de rejoindre les troupes françaises. Les dragons brisant les carrés autrichiens sous le commandement de Caulaincourt et Desnouettes, les cavaleries de Roguet et Colbert-Chabanais finirent le travail en chargeant les fuyards.

## Conséquences stratégiques
Mack était désormais enfermé dans Ulm, et la plupart des survivants autrichiens de cette bataille le rejoignirent. Murat continua de poursuivre les restes de l'armée de Riesch, les accrochant plusieurs fois jusqu'au 18 octobre. Seuls l'Archiduc Ferdinand, Friedrich Hohenzollern-Hechingen, Karl de Schwarzenberg et leur cavalerie s'échappèrent. L'armée française récupéra une grande partie de l'artillerie destinée à Mack.
En récompense de la part immense que le 6e corps avait pris dans le déroulement des batailles d'Elchingen et d'Ulm, l'empereur Napoléon lui donna la place d'honneur lors de la prise officielle d'Ulm, que Ney fut chargée d'exécuter. Un épisode de la bataille d'Elchingen est illustré sur un bas-relief de la colonne de la Grande Armée.

### Sources
- Mémoires du maréchal Ney.
- Charles Mullié, Biographie des célébrités militaires des armées de terre et de mer de 1789 à 1850, 1852 [détail de l’édition].